# Viscount Savage
Viscount Savage war ein britischer Adelstitel in der Peerage of England.
Familiensitz der Viscounts war Rocksavage bei Runcorn in Cheshire.

## Verleihung und Geschichte des Titels
Der Titel wurde am 4. November 1626 für Sir Thomas Savage, 2. Baronet geschaffen. Dieser hatte 1615 von seinem Vater John Savage den fortan nachgeordneten Titel Baronet, of Rocksavage in the County of Chester, geerbt, der diesem am 29. Juni 1611 in der Baronetage of England verliehen worden war.
Sein Sohn, der 2. Viscount, beerbte 1640 auch seinem Großvater mütterlicherseits, Thomas Darcy, 1. Earl Rivers, als 2. Earl Rivers, 2. Viscount Colchester und 2. Baron Darcy of Chiche. Alle seine Titel erloschen schließlich beim Tod von dessen Enkel, dem 5. Earl, am 9. Mai 1735.

## Liste der Viscount Savage (1616)
- Thomas Savage, 1. Viscount Savage (1586–1635)
- John Savage, 2. Earl Rivers, 2. Viscount Savage (um 1603–1654)
- Thomas Savage, 3. Earl Rivers, 3. Viscount Savage (um 1628–1694)
- Richard Savage, 4. Earl Rivers, 4. Viscount Savage (um 1654–1712)
- John Savage, 5. Earl Rivers, 5. Viscount Savage (1665–1737)